# Venceslas Ier de Legnica
Wacław Ier de Legnica, né vers 1318 et mort le 2 juin 1364, est duc de Namysłów à partir de 1338 et de Legnica-Brzeg de 1342 jusqu'à sa mort. Il règne toutefois en indivision avec son frère Ludwik Ier de Brzeg.

## Biographie

### Origine
Wacław est le fils ainé de Boleslas III le Prodigue, duc de Legnica-Brzeg et de  sa première épouse, Marguerite de Bohême. Il reçoit le nom Přemyslide de son grand-père maternel le roi Wacław II de Bohême.
Wacław est attesté pour la première fois en 1329 comme héritier du duché de Legnica-Brzeg lorsque son père rend l'hommage à Jean de Luxembourg roi de Bohême qui est également son oncle par alliance, comme époux de sa tante maternelle Elisabeth de Bohême.
Le train de vie dispendieux de son père Bolesław III inquiète Wacław, qui cherche à préserver le patrimoine familial. Il se révolte et Bolesław III refusant de combattre son fils lui accorde en fief indépendant en 1338 le duché de Namysłów. Quatre ans plus tard en 1342, Bolesław III, décide d'abdiquer de tous domaines qu'il cède à ses deux fils survivants Wacław et son jeune frère Louis en échange de Namysłów, qu'il s'empresse de revendre immédiatement au roi Casimir III de Pologne ! Avec sa seconde épouse, Katarzyna Šubić, Bolesław se retire dans un domaine autour des petites cités de Brzeg et Oława, qui restent ses résidences.

### Différends
Les deux frères décident initialement de régner conjointement sur leurs domaines. les ressources de Legnica sont extrêmement réduites du fait de la prodigalité de leur père qui a cédé ses revenus à ses créanciers. Même le produit des mines d'extraction d'or de Mikołajowice est insuffisant pour assurer le financement de l'État. En 1345, les deux frères mettent en œuvre  une division formelle de leurs domaines. Ludwik convainc son frère ainé de lui céder la souveraineté sur Legnica en échange des villes de Złotoryja, Chojnów, Chocianów et Lubin. Toutefois au bout d'un an Wacław se ravise et estime que la division du duché de Legnica est inéquitable. Deux raisons semblent le motiver : il est sérieusement malade et après huit années de mariage son épouse ne lui a pas encore donné d'enfant. Wacław réclame la totalité de l'héritage de Legnica; en échange, il promet de désigner Ludwik comme seul héritier même si son futur enfant à venir est un fils. Louis accepte d'abandonner ses domaines à Wacław. En contrepartie, il reçoit une compensation financière de 400 pièces d'argent par an et la possession du palais de Buczyna. L'étonnante renonciation de Louis, sans combat, semble être motivée par la perspective de la mort prochaine de son frère qui lui permettrait de recouvrer rapidement Legnica.
Cependant il apparaît que Wacław, bien que malade n'est pas mourant. La situation se trouve de plus compliquée par la naissance du premier fils de Wacław Ruprecht. Louis cherche à faire annuler sa renonciation au prétexte que sa compensation financière annuelle n'est pas versée mais sans succès. La paix demeure précaire jusqu'à la mort de Bolesław III (21 avril 1352), qui déclenche la guerre civile entre les deux frères.

### Conflits
Malgré la tentative de médiation conjointe du Konrad Ier duc d'Oleśnica, de Przecław z Pogorzela, évêque de Wroclaw, et même de l'empereur Charles IV du Saint-Empire, la guerre fratricide dure six ans, pendant lesquels chaque camp obtient et perd l'avantage. La guerre se termine en juillet 1359, quand un accord est trouvé entre les frères. Wacław qui a perdu la bataille décisive est obligé de donner à Ludwik les districts de Brzeg-Oława qui lui étaient revenus après la mort de sa belle-mère, Katarzyna Šubić et Chojnów sous forme d'un duché indépendant. Toutefois une moitié de Brzeg-Oława, avec Byczyna, est vendue par Wacław au duc Bolko II de Świdnica. En concession additionnelle Wacław s'engage au paiement de 4.500 pièces d'argent à son jeune frère afin de compenser les dommages des combats.
Du fait du conflit avec son frère, Wacław se trouve dans l'obligation de devenir l'agent des interventions de la maison de Luxembourg en Silésie. En 1348 il représente l'empereur comme médiateur dans un conflit entre l'évêque Wroclaw, Przecław z Pogorzela et des nobles locaux. En février] 1348, Wacław fait partie de la suite de qui accompagne l'empereur Charles IV, quand il se rend à Bautzen afin d'organiser une rencontre avec entre Frédéric II de Misnie et le Landgrave de Thuringe au sujet des conflits frontaliers qui les opposent. Onze années plus tard en 1360, Wacław est de nouveau le médiateur impérial dans le conflit entre le duc Konrad Ier d'Oleśnica et le duc Przemysław Ier Noszak de Cieszyn au sujet du contrôle du duché de Bytom-Koźle.

### Dernières années
Pendant tout son règne, Wacław se trouve confronté dans son duché à des difficultés financières importantes. Les domaines qu'il a hérités de son père Bolesław III, sont grevés d'énormes dettes. En tentant de gérer cet endettement  Wenceslas est obligé d'engager une grande partie de son duché aux princes et aux évêques voisins et même à de simples chevaliers ou aux bourgeois des cités. En dépit de la situation financière désastreuse de Legnica, Wacław engage des opérations destinées à accroître le prestige du duché et de lui-même. Il fonde un monastère bénédictin et une collégiale à Legnica nommée « église du Tombeau de Dieu » (en polonais: Bożego Grobu), et ordonne l'émission d'une pièce de monnaie d'or baptisée le  « wacławki », qui circule à travers le royaume.
Wacław meurt le 2 juin 1364 et il est inhumé dans l'église du Tombeau de Dieu de Legnica qui était encore en construction. Son excommunication, du fait de dettes impayées génère de nombreuses complications et  ce n'est qu'en 1365 que ses fils obtiennent finalement son pardon. La pierre tombale ornée de Wacław demeure intacte, et elle se trouve désormais dans la cathédrale de Legnica.

## Union et postérité
Vers 1338/1340, Wacław épouse Anne de Cieszyn (née vers 1325 – † 1367), fille du duc Kazimierz Ier de Cieszyn. Ils sont cinq enfants:
- Ruprecht Ier
- Wacław II
- Bolesław IV
- Jadwiga de Legnica (née vers  1351 – † 1er août 1409), épouse entre le 26 aout 1371 et le 22 novembre 1372 Henryk VI l'Aîné duc de Głogów-Żagań.
- Henryk VIII

## Sources
- (en) Cet article est partiellement ou en totalité issu de l’article de Wikipédia en anglais intitulé « Wenceslaus I of Legnica » (voir la liste des auteurs), édition du 1er juillet 2014.
- (de) Europäische Stammtafeln Vittorio Klostermann, Gmbh, Francfort-sur-le-Main, 2004  (ISBN 3465032926),  Die Herzoge von Schlesien, in Liegnitz 1352-1596 und in Brieg 1532-1586 des Stammes der Piasten  Volume III Tafel 10.
- (en) & (de) Peter Truhart, Regents of Nations, K. G Saur Münich, 1984-1988 (ISBN 359810491X), Art. « Liegnitz (pol. Legnica) »  p. 2.451 & « Brieg (pol. Brzeg) »  p. 2.448.